# ماركوس ألميدا
ماركوس ألميدا (بالبرتغالية: Marcus Almeida‏) هو فنان قتالي برازيلي، ولد في 8 يناير 1990 في سانتوس، ساو باولو في البرازيل.

## بداياته
ولد ماركوس ونشأ في سانتوس، ساو باولو. بدأت أخته تدريب جيو جيتسو برازيلية عندما كان ماركوس يبلغ من العمر 14 عامًا، مما أجبره على القدوم إلى صالة الألعاب الرياضية حتى يتمكن والدهما من مراقبتهم. و بعد ذلك بدأ في تدريب الجوجيتسو، مما أدى إلى أن يمتلك كل منهما أحزمة سوداء وفاز ألميدا ببطولة العالم للماسترز IBJJF.

## سجل الفنون القتالية المختلطة
| السجل المهني |       |         |
| 2 نزال       | 2 فوز | 0 خسارة |
| إخضاع        | 2     | 0       |

المصدر:

## روابط خارجية
- ماركوس ألميدا على موقع شيردوغ (الإنجليزية)